# Pessac
Pessac é uma comuna francesa na região administrativa da Nova Aquitânia, no departamento da Gironda. Estende-se por uma área de 38,83 km². Em 2010 a comuna tinha 65 133 habitantes (densidade: 1 677,4 hab./km²).315 hab/km².